# Heba Khamisová
Heba Khamisová (nepřechýleně Heba Khamis; * prosinec 1968, Alexandrie, Egypt) je egyptská fotožurnalistka. Po pokrytí dvou egyptských revolucí se začala věnovat dokumentárním filmům a zaměřila se na sociální a humanitární témata. Uznávaná pro svou schopnost pracovat na zvláště intimních tématech, její zpráva o praxi žehlení prsou v Kamerunu jí vynesla první cenu World Press Photo 2018 v kategorii Současné problémy. Žije mezi Egyptem a Amsterdamem v Nizozemsku.

## Životopis

### Studia a začátky
Heba Khamisová se narodila v prosinci 1988 v Alexandrii. Vystudovala malbu na Fakultě výtvarných umění Alexandrijské univerzity a v roce 2011 získala bakalářský titul.

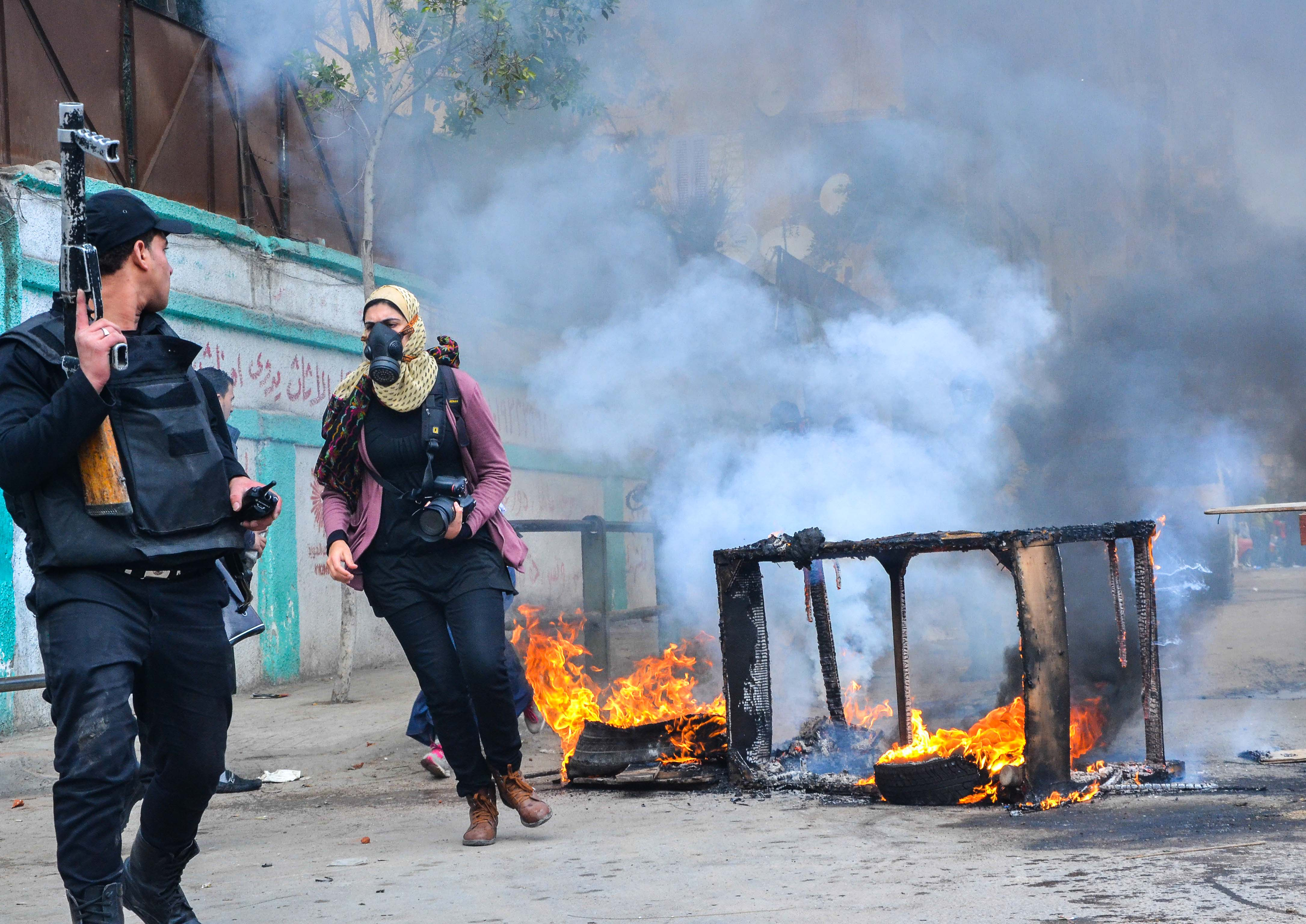
Novinářská fotografka Heba Khamisová během střetů mezi egyptskou policií a Muslimským bratrstvem v oblasti Sidi Bishr v Alexandrii v Egyptě.

Arabské jaro ji přimělo změnit profesní zaměření. Ta, která vždy snila o tom, že bude fotografovat, se vzdala štětců a začala dokumentovat dvě egyptské revoluce. Po škole si mě vybrala fotožurnalistika... Začal jsem během revoluce a dokumentovala jsem dvě revoluce, 2011 a 2013. Bylo to nebezpečné a velmi těžké, ale také velmi důležité tento okamžik zdokumentovat. V letech 2013 až 2016 pracovala jako fotografka na volné noze pro agenturu Xinhua, běžně známé jako agentura Nová Čína, Evropská agentura Pressphoto (EAP), Associated Press (AP) a připojila se k fotografickým týmům webu Moheet.com a noviny El Tahrir.
Poté pokračovala ve studiu a získala první titul v oboru fotožurnalistika na Dánské škole médií a žurnalistiky v Aarhusu v roce 2016, poté druhý na Fakultě aplikovaných věd a umění na univerzitě v Hannoveru v Německu v roce 2017. Ve stejném roce byla vybrána k účasti na Joop Swart Masterclass of Word Press Photo.

### Profesionální kariéra
Heba Khamisová se po dobrovolnické misi v Ugandě začala věnovat dokumentu a zaměřila se na sociální a humanitární otázky.
Na konci roku 2016 odstartovala v Kamerunu dlouhodobý projekt o žehlení prsou. Tato tradiční praxe zahrnuje masírování nebo mačkání prsou pubescentních dívek, aby se zpomalil jejich vývoj. Žehlení prsou provádí většinou maminka nebo babička, pomocí nahřátého předmětu. Autorčina reportáž Banned Beauty, přeložená do francouzštiny v Beauty Forbidden, získala první cenu World Press Photo 2018 v kategorii Současné problémy.
Zároveň realizovala druhý projekt o prostituci mladých migrantů v Německu. Ztvárnila 71 letého Němce, který se zamiloval do jednadvacetileté afghánské dívky.
Heba Khamisová se také začala zajímat o transgender komunitu v Egyptě se svým projektem Call Me Home.
Její fotografie byly publikovány v mnoha novinách a časopisech včetně Le Monde, Jeune Afrique, Fisheye, 6 mois nebo Newsweek.

## Velké výstavy

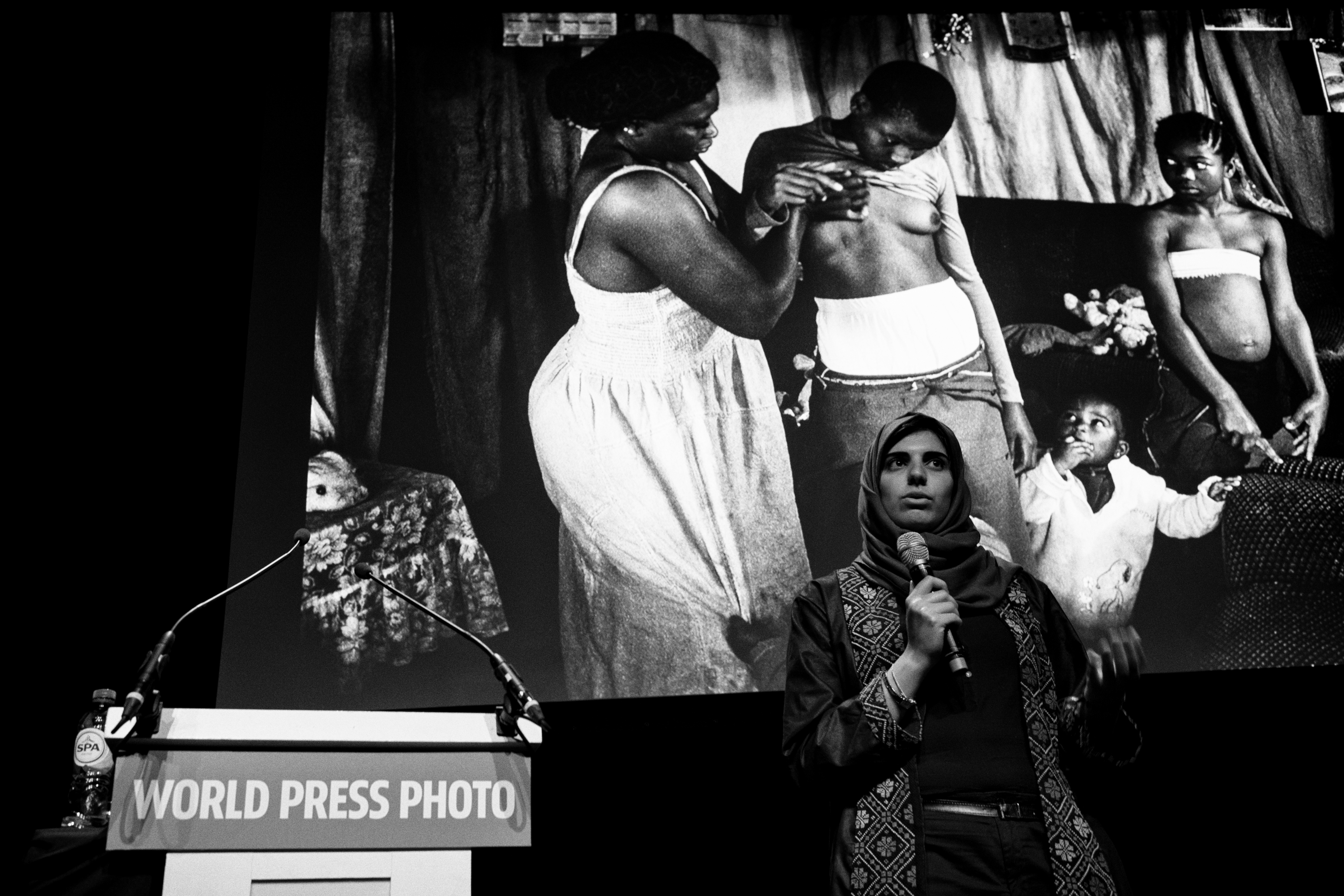
Heba Khamisová na pódiu na festivalu World Press Photo 2018 v Amsterdamu

- 2019: Hakawi, Příběhy současného Egypta, Cité internationale des arts de Paris[9][10]
- 2019: Výstava World Press Photo
- 2018: Banned Beauty, DOCfield festival Barcelona[11]
- 2018: Výstava World Press Photo
- 2018: mezinárodní festival fotožurnalistiky Vilnius Photo Circle, Litva

## Ocenění
- 2018: World Press Photo první cena v kategorii současné problémy – Zakázaná krása[2]
- 2019: druhá cena World Press Photo v kategorii portrét - Black Birds[12]